# Fibrociment

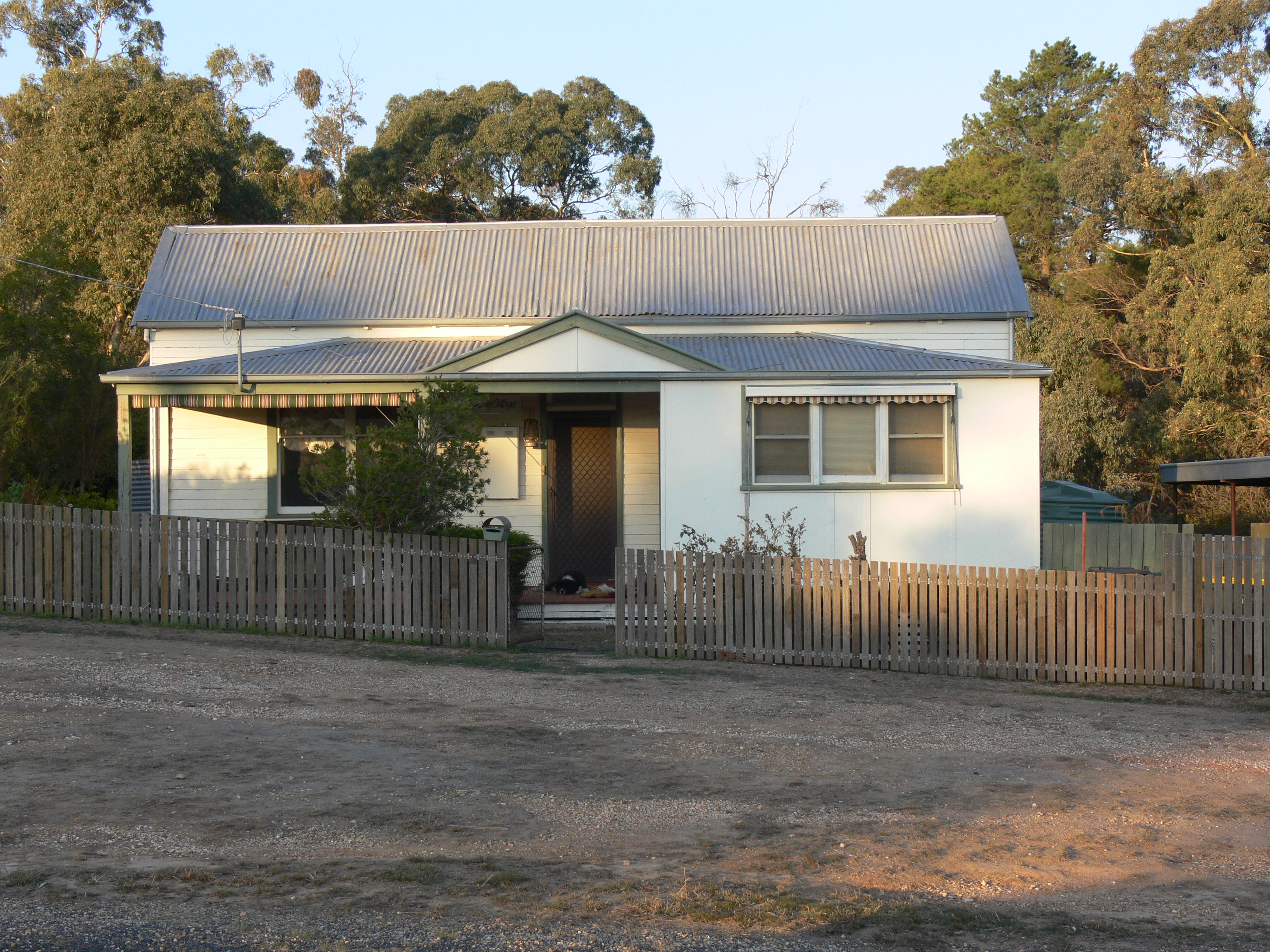
Habitatge amb la coberta amb plaques ondulades de fibrociment

El fibrociment, fibrociment d'amiant o uralita (nom comercial de la marca de l'empresa que el fabricava, provinent del mineral uralita), de presència fibrosa, és un material de construcció compost per ciment i fibres d'amiant que li donen una gran resistència mecànica alhora que una gran lleugeresa i resistència a la intempèrie. Per aquest motiu, s'emprava com a tancament de façanes, cobertes lleugeres o, bé, per a la fabricació de canonades o xemeneies. La inhalació de partícules d'amiant pot ser molt perjudicial per a la salut, pot produir fibrosi dels pulmons (asbestosi) o diversos càncers (de pulmó, mesotelioma…), fet que ha suposat la seva prohibició en la construcció.
Situada a Cerdanyola del Vallès, la fàbrica Uralita produïa diversos materials fets de fibrociment, amb tal èxit que el nom de l'empresa ha acabat identificant-se arreu d'Espanya amb les plaques de fibrociment. Tant els treballadors de la planta com familiars i veïns dels treballadors es van veure afectats per inhalació de les partícules d'amiant. Una vegada tancada la planta, el terreny va estar anys sense utilitzar-se, fins a l'any 2000 en què van començar a construir-hi habitatges de protecció oficial.